# Collectif civil pour les libertés individuelles
Le Collectif civil pour les libertés individuelles est un collectif d'organisations tunisiennes créé le 19 mai 2016.

## Plaidoyer
Le collectif d'associations se réunit autour de la défense des libertés individuelles en Tunisie. Ensemble, ses membres mènent des campagnes de plaidoyer, de mobilisation et d'interpellation. Le collectif a notamment pris position pour l'abrogation des articles 230, 231 et 236 du code pénal tunisien, pour la dépénalisation de l'homosexualité, et en particulier, contre la pratique médico-légale du test anal.
Elle présente publiquement un rapport sur les violations des libertés individuelles en Tunisie en 2017.
En 2020, le collectif se déclare préoccupé de la montée des discours de haine, comme celui du député Rached Khiari,,.

## Membres
Les organisations membres en 2019 sont les suivantes : 
- Association tunisienne des femmes démocrates
- EuroMed Droits – Tunisie
- Beity
- Association de défense des libertés individuelles
- Avocats sans frontières
- Damj
- Shams
- Ligue tunisienne des droits de l'homme
- Kelmti
- Fédération internationale pour les droits humains
- Chouf
- Organisation mondiale contre la torture
- Free Sight Association
- Kalam
- Association tunisienne pour la défense des valeurs universitaires
- Mawjoudin
- Waai
- Jamaity
- Mnamti
- Oxfam
- Horra
- Association tunisienne de la santé reproductive
- Fanni Raghman Anni
- Association tunisienne de lutte contre les maladies sexuellement transmissibles et le sida
- Tahadi
- Groupe Tawhida-Ben Cheikh
- Association Art Rue
- Association tunisienne pour l'égalité sociale et la solidarité
- Association tunisienne de prévention positive